# Ploukonice
Ploukonice (dříve Načeplukovice a Plavkonice) (německy Plaukonitz) jsou nejzápadnější vesnice okresu Semily, část obce Všeň. Nacházejí se asi 1,5 km západně od Všeně, při levém břehu Jizery a kolem Všeňského potoka zvaného též Ploukonický či Borecký, a spadají do katastrálního území Všeň, které má celé výměru 5,6 km2. Je zde evidováno 46 adres. Trvale zde žije 108 obyvatel.

## Historie

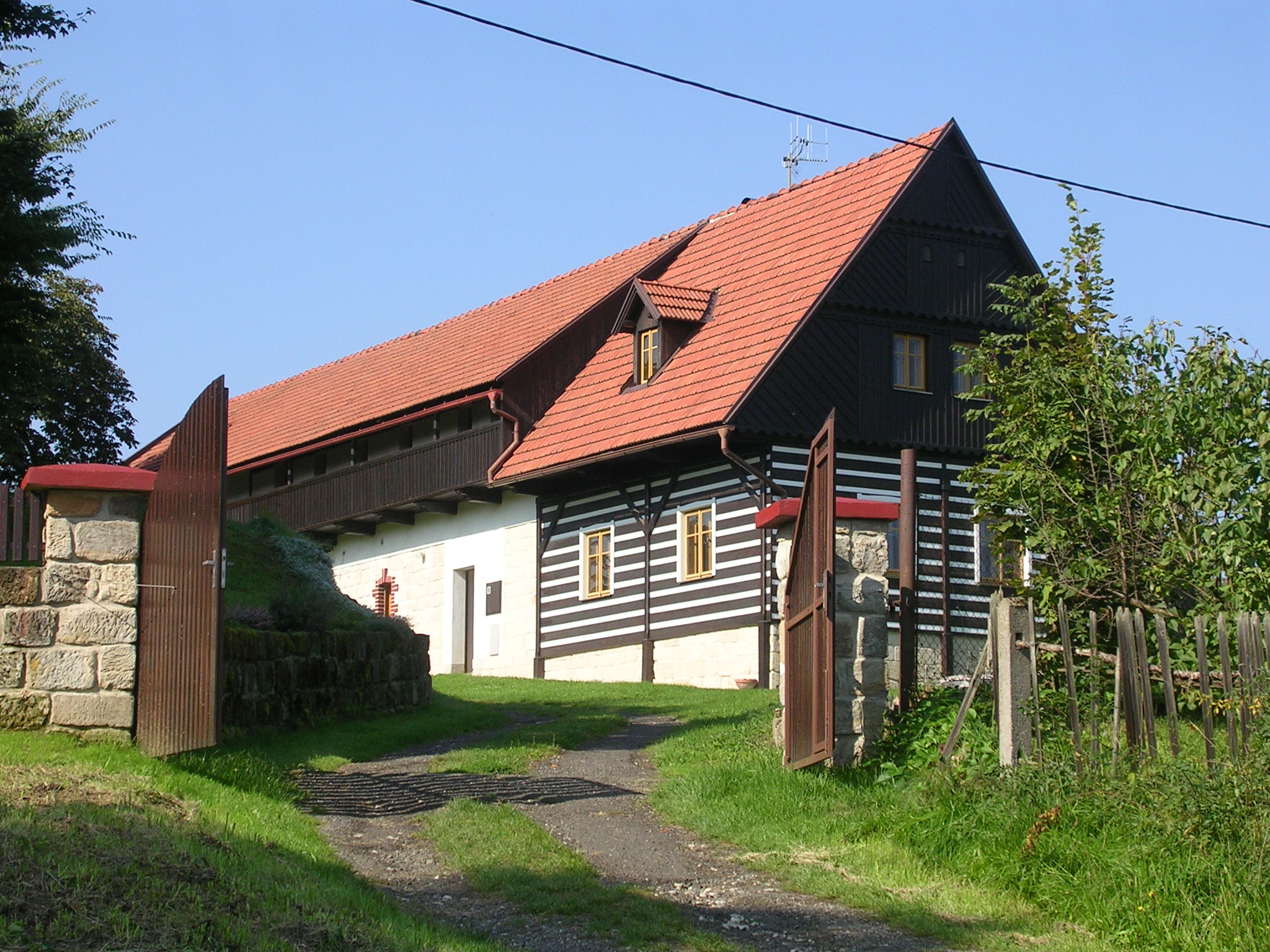
Usedlost č. p. 15

Počátky osídlení jsou datovány do dob, kdy slovanský kmen Chorvátů osidloval Pojizeří. Původní název vsi, v místní tradici stále uchovávaný, je Načeplukovice. Jméno nesou po Načeplukovi z rodu pánů ze Všeně, vedlejší větve Markvarticů. Načepluk údajně v Načeplukovicích zbudoval dnes již neexistující tvrz o dvou částech na pozemcích dnešních domů č. p. 8, 28 a 39 na pravém břehu potoka; nalezená keramika odpovídá písemným pramenům a 16. století. Na Všeňském potoce byla původně v Ploukonicích soustava čtyř rybníků, nejnižší z nich (již zaniklý) zavodňoval obranné vodní příkopy tvrze. V současné době jsou nad vsí na Všeňském potoce již jen tři rybníky, největší a nejhořejší z nich nese název Markův rybník. Za nejstarší zmínku o Načeplukovicích je považována listina Codex diplomaticus et epistolarius regni Bohemiae z roku 1237, kde je jako svědek jmenován Václav I. Albert, syn Načeplukův. Jinde se píše o první zmínce k roku 1410.
Jako samostatný statek jsou Načeplukovice zmiňovány počátkem 16. století, kdy byly manským statkem rohozeckého panství, roku 1507 jej získal do poplatnosti Aleš ze Sovince. Roku 1520 získal Aleš ze Sovince ještě Albrechtice, což znamenalo snížení významu Načeplukovic, které pak patřily k albrechtickému panství. Roku 1628 již Ploukonice k Albrechticím nepatřily. Později snad patřily ke Svijanům a pak byly rozděleny na selské statky.

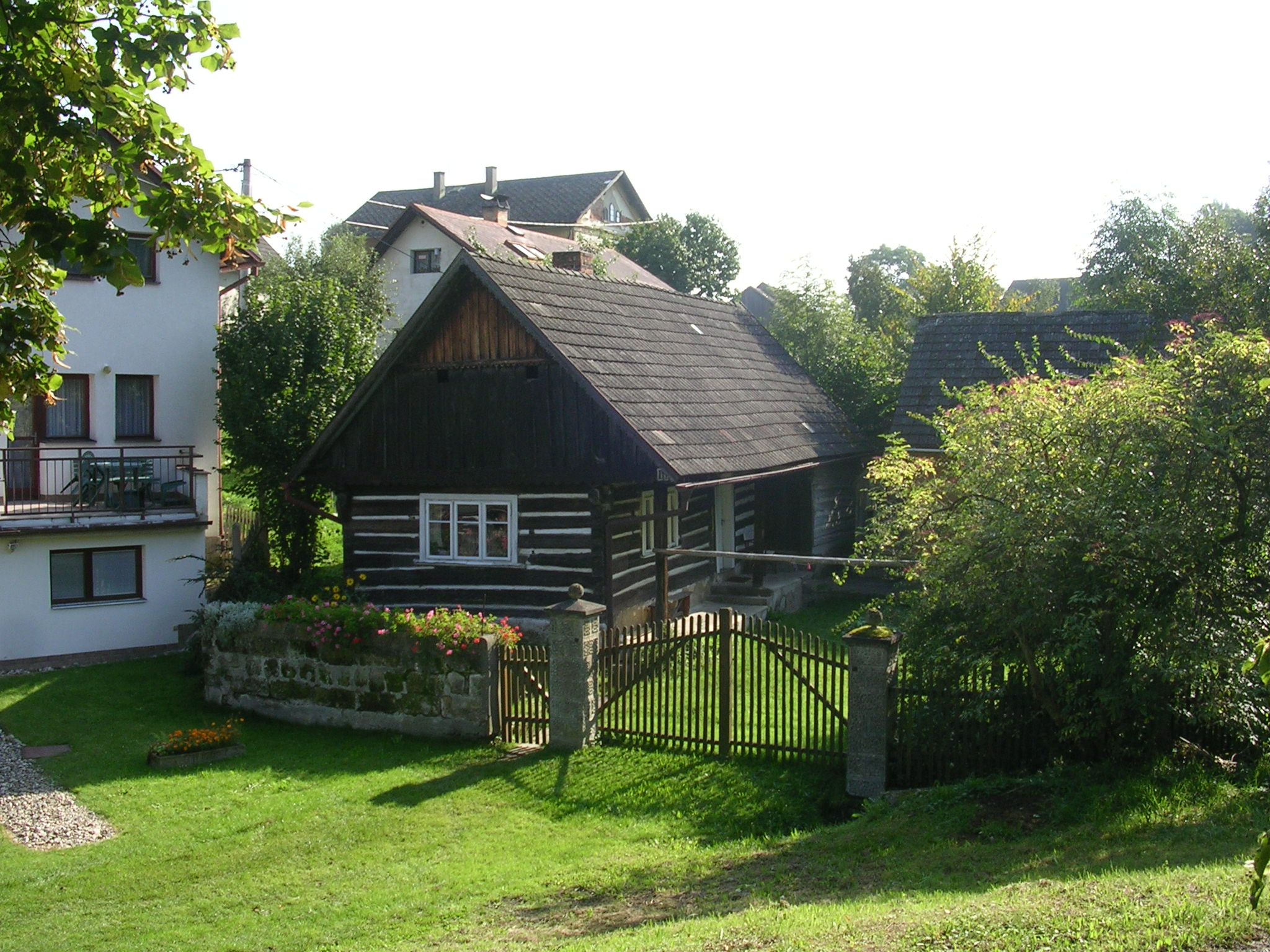
Stavení č. p. 11

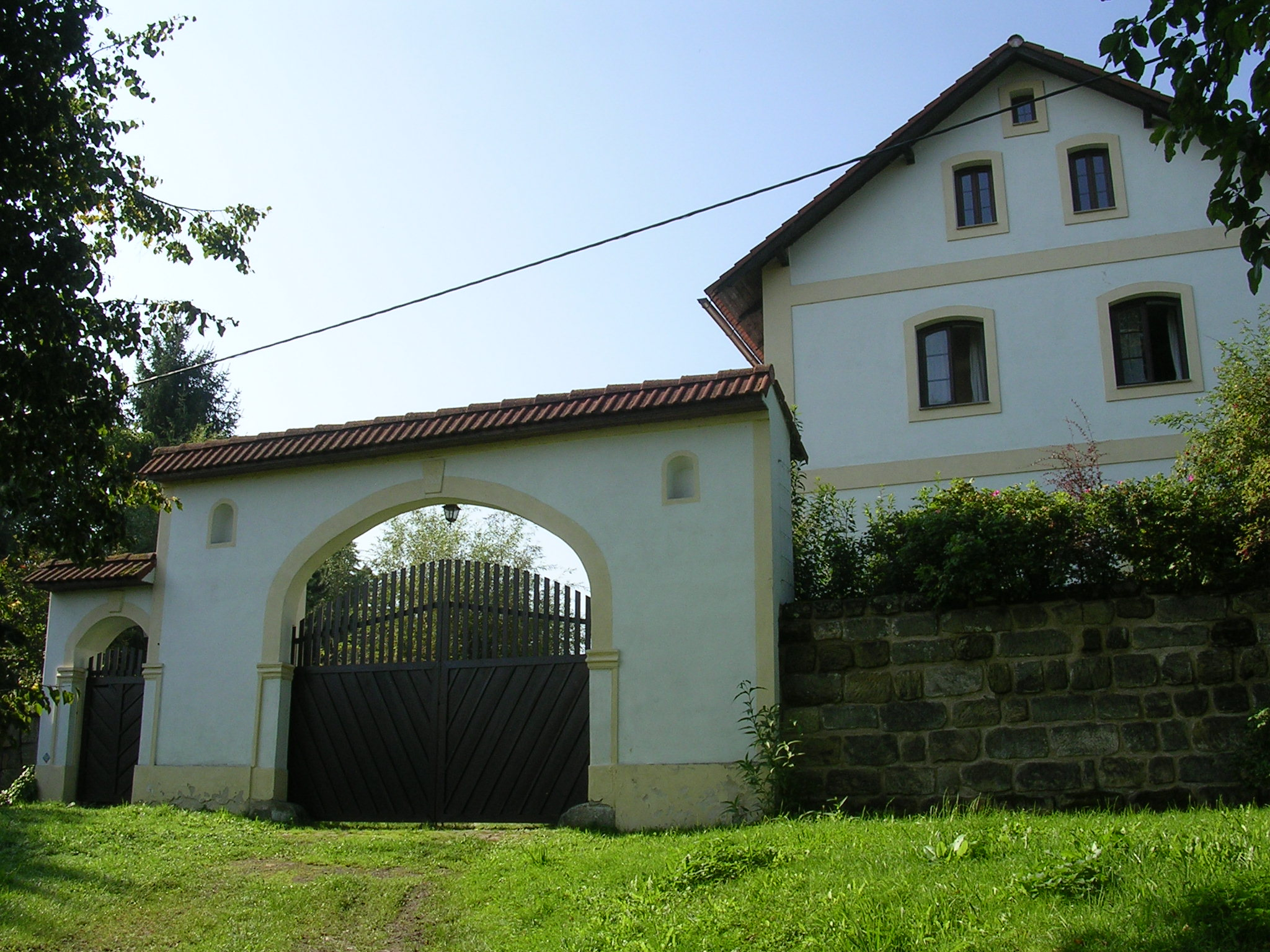
Brána statku č. p. 13

V 16. století a počátku 17. století je zmiňován v Ploukonicích poplužní dvůr. Podle svijanského urbáře bylo v Ploukonicích 10 usedlých osob a kromě zemědělských statků a chalup též výsadní krčma, která již v 15. a 16. století byla zmiňována jako výnosná. Urbární akta svijanského panství z roku 1620 uvádějí jména 9 usedlých s koňmi a jméno krčmáře Vavřince Pospíšila. Po vpádu Švédů pod vedením Banéra kolem roku 1640 zpustly usedlosti s dnešními č. p. 15, 18 a 2 a krčma Vavřince Pospíšila (dnes č. p. 4), sousední vesnice Mokrý byla zpustlá zcela; původní příjmení ze vsi vymizela a po třicetileté válce se zde usadily nové rody, přetrvalo zde pouze příjmení rodu Pospíšilů, z poválečných osídlenců mezi nejstarší ploukonské rody patří Hrdinovi. Roku 1660 jsou uvádění 2 sedláci a 6 chalupníků. Roku 1890 bylo uváděno 23 usedlostí.
Původní jméno Načeplukovice bylo již od 15. století zkracováno na název podobný dnešnímu: v roce 1410 Ploukonitz, 1543 Ploukonieze, 1547 Plawkonice, 1559 Ploukonicza, 1657 Ploukowicze, od roku 1854 Plavkonice. Současně však ještě v mapách z roku 1547 a ještě v 16. a počátkem 17. století se používal název Načeplukovice. V roce 1923–1924 byly Plavkonice přejmenovány na Ploukonice.
Načeplukovice bývaly samostatnou vsí a mnohdy neměly se Všení ani společnou vrchnost, až josefínský katastr je roku 1785 spojil v jednu katastrální obec.

## Současnost

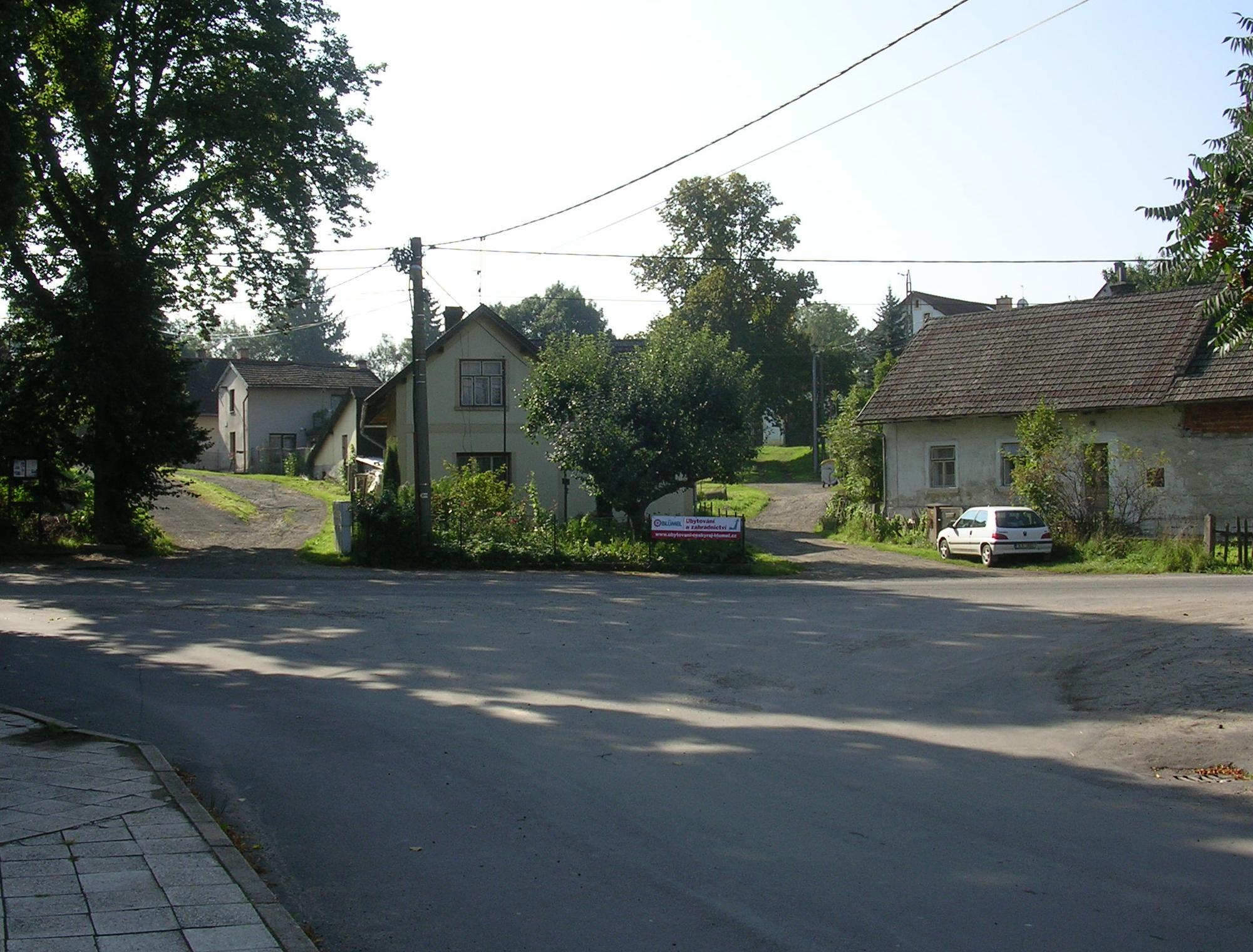
Ploukonice, hlavní křižovatka – náves

Ve vsi je na návsi hostinec U Loudů s několikasetletou tradicí. V roce 1926 nebo 1938 byl k hospodě přistavěn sál. Až do roku 1968 působil v Ploukonicích ochotnický spolek, po roce 1970 se ve zdejší hospodě konaly zábavy pořádané SSM. Stálá prodejna ve vesnici není, zajíždí sem pojízdná prodejna. Do dnešní doby se dochoval původní charakter některých chalup a statků. Na východním okraji vesnice se nachází areál bývalého zemědělského družstva; na blízkém rozcestí stojí historický křížek. Poštou, školou i farou spadají Ploukonice pod Všeň. V Ploukonicích působí sbor dobrovolných hasičů SDH Ploukonice-Břehy, který má základnu na Obecní louce u řeky a byl založen v Břehách roku 1904. SDH Plavkonice byl založen roku 1888 a jeho činnost od počátku nebyla zaměřena jen na požáry, ale i na povodně a zejména od roku 1926 i na zábavně-společenské aktivity. Roku 1945 se ploukoničtí hasiči účastnili odzbrojování Němců v Břehách, od roku 1954 soutěží v požárním sportu. Dlouholetý starosta obce Všeň Ivan Herbst je z Ploukonic.

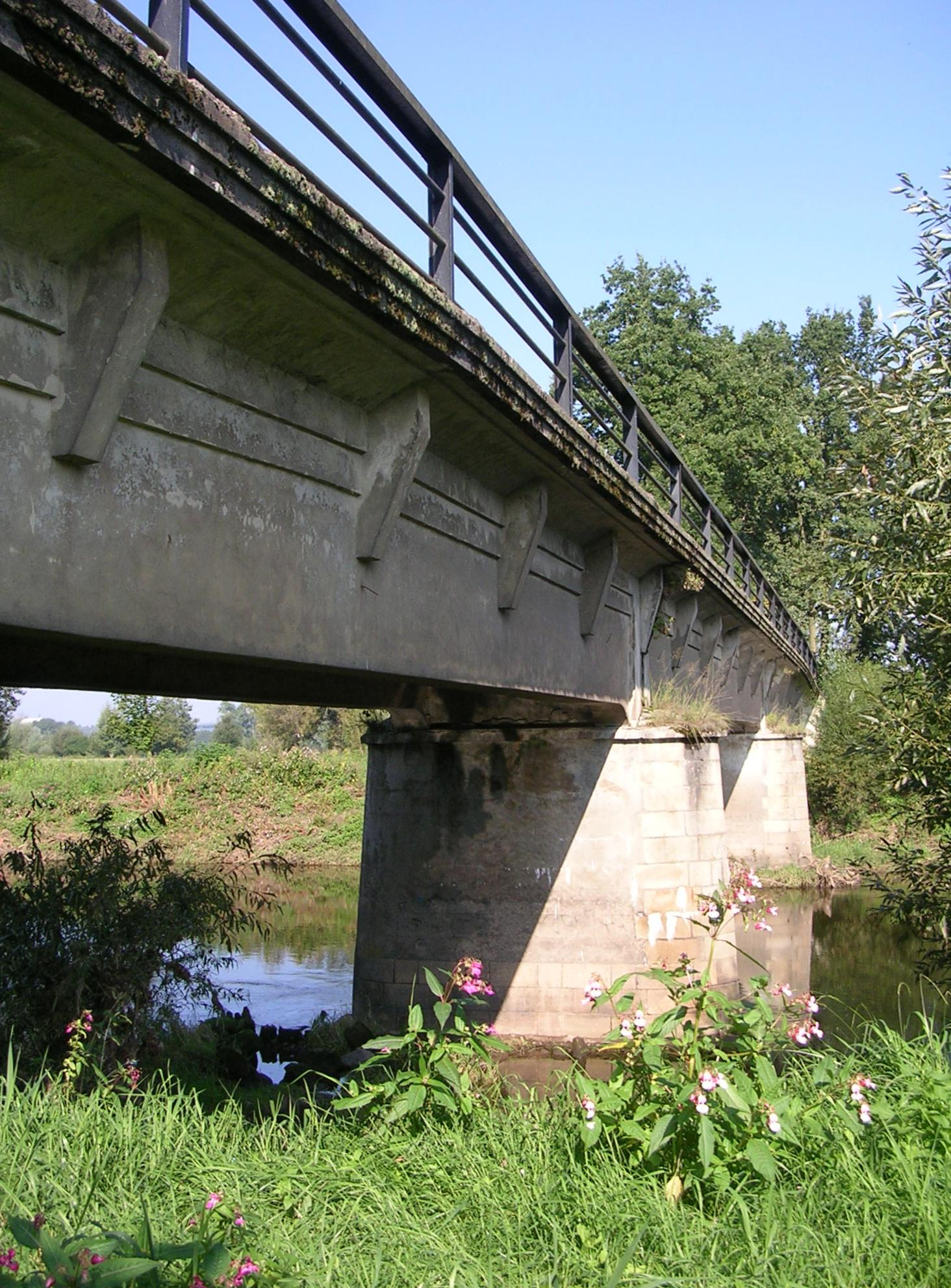
Železobetonový obecní most z roku 1912, technická památka

Ploukonicemi prochází silnice III/27920 spojující Všeň a Doubravu. Z Ploukonic vede též cesta na sever do Příšovic, avšak kvůli špatnému stavu mostu přes Jizeru je na ní omezen provoz motorových vozidel.
Na návsi je autobusová zastávka: zajíždějí sem pouze ranní a odpolední spoj v pracovní dny mimo prázdniny, vesnici spojují se Všení a Turnovem (linka 670109). Více spojů jezdí v pracovní dny na turnovsko-vyskeřské lince přes Všeň, pro cesty do jiných směrů nebo mimo pracovní dny je nutno jít na vlak či autobus do 2 km vzdálených Příšovic nebo Doubravy (nádraží Loukov).
V 90. letech či později byla z Příšovic přes Ploukonice na Všeň vyznačena žlutá pěší turistická trasa č. 7318 a cyklistická trasa č. 3048. Na příšovické straně Jizery nedaleko Ploukonic se nachází Velký a Malý Písečák, sloužící dnes rekreaci, hned za Všení se zase nacházejí lesy a skály Českého ráje.